# Does Your Mother Know
Does Your Mother Know é uma canção do grupo ABBA gravada em 1979 para o álbum Voulez-Vous.
Foi o segundo single do álbum "Voulez-Vous", alcançando o Top 10 em pelo menos uma dúzia de países. É o único grande single do ABBA com Björn nos vocais principais. O lado B contém a canção "Kisses of Fire", também retirada do álbum. "Does Your Mother Know" aparece como B-side em alguns lançamentos do single "Voulez-Vous" e junto com "Gimme! Gimme! Gimme!" e "Voulez-Vous" em algumas reedições "back to back hits".